# Джемини-6A
Джемини-6А (Джемини-6) — американский пилотируемый космический корабль. Пятый пилотируемый полёт по программе Джемини (четвёртым был полёт Джемини-7, который стартовал на 11 дней раньше).

## Экипажи

### Основной экипаж
- Уолтер Ширра (англ. Walter Schirra) — командир (2)
- Томас Стаффорд (англ. Thomas Stafford) — пилот (1)

### Дублирующий экипаж
- Вирджил Гриссом (англ. Virgil Grissom) — командир
- Джон Янг (англ. John Young) — пилот

## Задачи полёта
Изначально основной целью полёта являлись сближение и стыковка с мишенью Аджена-VI. Однако после взрыва Аджены при запуске был разработан альтернативный план: сближение с пилотируемым Джемини-7.

## Полёт
Запуск — 15 декабря 1965 года, в 8:37. Длительность полёта: 1 день 2 ч. Высота орбиты — 311,3 км. Корабль совершил 16 витков вокруг Земли.
При первой попытке старта из-за неправильно сработавшего датчика компьютер выключил двигатели ракеты-носителя сразу же после включения. Ширра, вопреки правилам, принял решение не катапультироваться. Вторая (успешная) попытка старта состоялась через три дня.
После сближения с Джемини-7 оба корабля на протяжении трёх витков совершали манёвры, находясь на расстоянии от 90 м до 0,3 м друг от друга.
Посадка — 16 декабря 1965 года. Корабль приводнился на расстоянии 12,9 км от расчётной точки. Экипаж подобран американским авианосцем USS Wasp через 66 минут после приземления.

## Параметры полёта
- Масса корабля: 3,546 кг
- Средняя высота орбиты: 311,3 км
- Наклонение: 28,89°
- Кол-во витков: 16